# 拉加里塔區
拉加里塔區（西班牙語：La Garita District），是哥斯達黎加的行政區，位於該國西北部瓜納卡斯特省，由拉克魯斯縣負責管轄，面積273平方公里，海拔高度300米，2013年人口2,220人，人口密度每平方公里8人。